# تجاس (فیلم)
تجاس (انگلیسی: Tejas) فیلم هندی اکشن دلهره‌آور هندی-زبان است که در سال ۲۰۲۳ اکران شد، کارگردانی و نویسندگی آن را سروش میوارا بر عهده داشت و تهیه‌کننده آن رونی اسکروالا بود. نقش محوری فیلم را کانگانا رانوت بازی کرده‌است و انشول چاوهان و وارون میترا نقش‌های مکمل را بازی کردند.
فیلمبرداری اصلی در ماه اوت ۲۰۲۱ شروع شد. فیلمبرداری در نوامبر ۲۰۲۱ خاتمه یافت. فیلم در روز ۲۷ اکتبر ۲۰۲۳ به نمایش درآمد که نظرات منفی بیشترمنتقدان را در پی داشت. فیلم تجاس به عنوان یکی از فجیع‌ترین فیلمهای شکست خورده بالیوود از لحاظ مقدار فروش در دو روز ابتدایی نمایش لقب گرفت.
 موضوع 
خلبان نیروی هوایی هند ، تجاس گیل، در حال مأموریتی برای نجات یک جاسوس هندی است که اطلاعات بسیار محرمانه ای دارد و در عین حال، تجاس باید با گذشته غم انگیز خاطرات نحس خویش نیز مبارزه کند.